# Groß Schenkenberg
Groß Schenkenberg ist eine Gemeinde im Kreis Herzogtum Lauenburg in Schleswig-Holstein südwestlich von Lübeck.

## Geografie

### Geografische Lage
Das Gemeindegebiet von Groß Schenkenberg erstreckt sich direkt am südlichen Ufer der Grinau, die heute, etwa bei dessen Kilometer 2, in den Elbe-Lübeck-Kanal entwässert. Landschaftlich liegt es im Naturraum Ostholsteinisches Hügel- und Seenland (Haupteinheit Nr. 702), einem Teilraum des Schleswig-Holsteinischen Hügellandes.

### Ortsteile
Die Gemeinde Groß Schenkenberg umfasst die statistikamtlich festgehaltenen Wohnplätze des gleichnamigen Dorfes, das Gut Rothenhausen und  die Häusergruppe Ziegelhof.

### Nachbargemeinden
An das Gemeindegebiet  Groß Schenkenbergs grenzen:
| Klein Wesenberg |                                             | Lübeck |
| Westerau        | Kompassrose, die auf Nachbargemeinden zeigt |        |
| Grinau          | Bliesdorf                                   |        |

## Geschichte
Der Ort wurde 1194 zum ersten Mal urkundlich als „Pukentorpe“ erwähnt. Der Name „Scenkenberge“ erschien erstmals im Jahr 1230. Benannt ist Groß Schenkenberg nach dem Mundschenk von Albrecht II. (Weimar-Orlamünde). Das mit der Annexion Schleswig-Holsteins durch Preußen zunächst dem Amt Bliestorf angehörende Gut Groß Schenkenberg wurde 1929 zur Siedlung. 1936 erfolgte die Zusammenlegung mit dem Ort Rothenhausen. Kirchlich gehört Groß Schenkenberg zum Kirchspiel Krummesse.

## Politik

### Gemeindevertretung
Bei der Kommunalwahl am 14. Mai 2023 wurden insgesamt neun Sitze vergeben. Von diesen erhielt die Abordnung Aktiver Bürger vier Sitze, Authentisch-Aktiv Aufrichtig drei Sitze und Gemeindewohl zwei Sitze.

### Wappen
Blasonierung: Von Rot und Grün durch einen schrägrechten silbernen Wellenbalken geteilt, oben zwei durch einen gemeinsamen Stiel verbundene Laubblätter, unten eine schrägrechte auswärts gerichtete silberne Feldhacke.

## Vereine
Sportverein des Ortes ist der SC Rothenhausen, der 1969 als TTC Rothenhausen gegründet und 1977 umbenannt wurde. Er bietet unter anderem die Sportarten Fußball und Tischtennis an.
Die Sparte des Fußballs bestand seit dem Jahr 2016 bis zum Anfang des Jahres 2021 aus einer Freizeitmannschaft, welche nicht mehr am Punktspielbetrieb teilnahm.
Seit Beginn der Spielzeit 2021/2022 beherbergt der Verein wieder eine 1. Herrenmannschaft, welche in der Kreisklasse C des Kreises Stormarn antritt.
Die neu gegründeten Jugendmannschaften um G-, F-, E- und D-Junioren werden erst im nächsten Jahr den offiziellen Spielbetrieb aufnehmen.

## Persönlichkeiten
Der Musikpädagoge, Organist, Musikwissenschaftler und Musikbibliothekar Wilhelm Stahl wurde 1872 auf dem Ziegelhof in Groß Schenkenberg geboren.
Henning Karl Christian von Rumohr erwarb 1778 die Güter Rothenhausen und Groß Schenkenberg. Die von Rumohrs können dem Uradel in Schleswig-Holstein zugerechnet werden. Henning von Rumohr machte sich als bedeutender Kunsthistoriker seiner Zeit einen Namen.